# Tallarol d'Abissínia
El tallarol d'Abissínia (Sylvia abyssinica) és una espècie d'ocell de l'ordre dels passeriformes i de la família dels sílvids. Té una distribució discontinua i fragmentada per les terres altes de l'Àfrica occidental i central des del sud-est de Nigèria, a l'est fins al centre d'Etiòpia i del sud al nord-oest de Moçambic. El seu estat de conservació es considera de risc mínim.

## Taxonomia
Anteriorment estava situat dins del gènere Pseudoalcippe. Però el Congrés Ornitològic Internacional, en la seva llista mundial d'ocells (versió 10.2, 2020) el traslladà al gènere Sylvia, prenent per base els resultats de diversos estudis.
El tallarol del Rwenzori en fou considerat una subespècie però finalment fou segmentat en una espècie apart (Sylvia atriceps)